# ОШ „Ратко Павловић Ћићко” Ратково
 ОШ „Ратко Павловић Ћићко”  једна је од основних школа у насељу Ратково, општини Оџаци. Основана је 1745. године, а од 1959. носи име по Ратку Павловићу Ћићку, револуционару и песнику, учеснику Шпанског грађанског рата и Народноослободилачке борбе и народном хероју Југославије.

## Опште информације
Школа се налази у Раткову у улици Ратка Павловића 4. Носи име по Ратку Павловићу Ћићку, револуционару и песнику, учеснику Шпанског грађанског рата и Народноослободилачке борбе и народном хероју Југославије.
Располаже са десет кабинета, шест учионица опште намене, дигиталним кабинетом, салом за физичко, библиотеком и спортским теренима. Од страних језика ученици уче енглески и руски језик.

## Историјат
Године 1745. је основана прва српска школа у Парабућу, данашњем Раткову, у оквиру Православне црквене општине. Школа је имала своју зграду, једно комбиновано одељење са ученицима од првог до четвртог разреда и једног учитеља чију је дужност често обављао месни парох. Мало Срба у селу слало је понекад своју децу у школу да науче да пишу и да читају црквене књиге јер других није ни било. Смењивале су се аустроугарска, мађарска и немачка власт које су доносиле своје законе и прописе. Након Другог светског рата школа почиње са радом 1. септембра 1945. Данашњи назив „Ратко Павловић Ћићко” је добила крајем априла 1959. године. Јуна 1969. је постављен камен темељац за изградњу нове школске зграде која је 1. октобра 1970. свечано отворена. Садржала је простране и светле учионице, широк хол, нову фискултурну салу, спортске терене, паркове у дворишту и на улици. Године 1978. су добили Октобарску награду општине Оџаци, а 1983. највеће признање у области културе и просвете у СР Србији – плакету „25. мај”.